# Povestea lui Despereaux (film)
Povestea lui Despereaux (titlu original: The Tale of Despereaux) este un film de animație din anul 2008, în regia lui Sam Fell și Rob Stevenhagen. Filmul este bazat pe romanul cu același nume din 2003. Filmul a fost lansat pe 19 decembrie 2008 în Statele Unite ale Americii. Este distribuit de Universal Studios.